# Manoir de Riablay
Le Manoir du Riablay est un manoir construit à partir du XIVe siècle, situé à Château-du-Loir, aux confins historiques de l'Anjou et du Maine, dans l'actuel département de la Sarthe, en France.

## Localisation
Le manoir de Riablay se trouve à proximité de la commune de Château-du-Loir.

## Description
Façades et toitures ont fait l'objet d'une inscription par arrêté du 21 juillet 1966.

## Historique
L'édifice a été construit au XIVe siècle et a subi des transformations au XVIe siècle et aux XVIIIe et XIXe siècles.